# Мейплвілл (Меріленд)
Мейплвілл (англ. Mapleville) — переписна місцевість (CDP) в США, в окрузі Вашингтон штату Меріленд. Населення — 243 особи (2020).

## Географія
Мейплвілл розташований за координатами 39°32′9″ пн. ш. 77°38′46″ зх. д. / 39.53583° пн. ш. 77.64611° зх. д. (39.535702, -77.646244).  За даними Бюро перепису населення США в 2010 році переписна місцевість мала площу 1,04 км², уся площа — суходіл.

## Демографія
Згідно з переписом 2010 року, у переписній місцевості мешкало 238 осіб у 94 домогосподарствах у складі 75 родин. Густота населення становила 228 осіб/км².  Було 94 помешкання (90/км²).
Расовий склад населення:
| - 97,9 % — білих - 1,7 % — чорних або афроамериканців |

До двох чи більше рас належало 0,4 %. Частка іспаномовних становила 0,4 % від усіх жителів.
За віковим діапазоном населення розподілялося таким чином: 20,6 % — особи молодші 18 років, 63,9 % — особи у віці 18—64 років, 15,5 % — особи у віці 65 років та старші. Медіана віку мешканця становила 48,0 року. На 100 осіб жіночої статі у переписній місцевості припадало 93,5 чоловіків;  на 100 жінок у віці від 18 років та старших — 90,9 чоловіків також старших 18 років.
Цивільне працевлаштоване населення становило 90 осіб. Основні галузі зайнятості: роздрібна торгівля — 30,0 %, науковці, спеціалісти, менеджери — 22,2 %, освіта, охорона здоров'я та соціальна допомога — 15,6 %, мистецтво, розваги та відпочинок — 14,4 %.